# Scheloribates bhadurii
Scheloribates bhadurii är en kvalsterart som beskrevs av Pranabes Sanyal 1992. Scheloribates bhadurii ingår i släktet Scheloribates och familjen Scheloribatidae. Inga underarter finns listade i Catalogue of Life.